# Stenocercus omari
Stenocercus omari — вид ігуаноподібних ящірок родини Tropiduridae. Ендемік Перу. Описаний у 2016 році. Вид названий на честь еквадорського герпетолога Омара Торреса-Карвахаля.

## Поширення і екологія
Stenocercus omari мешкають в долині річки Мараньйон в регіонах Амазонас і Ла-Лібертад. Вони живуть в залишках гірських тропічних лісів в регіоні Перуанської Юнги, трапляються на полях, пасовищах і плантаціях. Зустрічаюиться на висоті від 2300 до 3035 м над рівнем моря.